# NGC 1023

NGC 1023 es una galaxia lenticular barrada situada en la constelación de Perseo a una distancia de alrededor de 10 megaparsecs (32 millones de años luz), y visible con telescopios de aficionado. Es el miembro más brillante del grupo de galaxias de su nombre, que incluye entre otras a las galaxias NGC 891 y NGC 925.
Se caracteriza por un lado por poseer un tipo particular de cúmulos estelares conocidos cómo débiles borrosos (faint fuzzies en inglés), que parecen ser un tipo de cúmulo globular originado a partir de la fusión de cúmulos previos, caracterizándose por ser mayores y más débiles que esos objetos y por haber sido encontrados únicamente en tres galaxias, todas lenticulares -además de ésta en NGC 3384 y en NGC 5195, la compañera de M51, y por otro por su relativa abundancia en hidrógeno neutro, algo inusual para una galaxia de su tipo
NGC 1023 parece tener un agujero negro central con una masa de entre 40 y 60 millones de masas solares